# Szamosy Antal
Szamosy Antal (? – 1936. november 13.) labdarúgó, kapus.

## Pályafutása
1915 és 1921 között volt az FTC játékosa, ahol két-két bajnoki ezüst- és bronzérmet szerzett a csapattal. A Fradiban 143 mérkőzésen szerepelt (90 bajnoki, 28 nemzetközi, 25 hazai díjmérkőzés).

## Sikerei, díjai
- Magyar bajnokság
  - 2:. 1917–18, 1918–19
  - 3.: 1919–20, 1920–21